# Tormento (rappeur)
Pour les articles homonymes, voir Tormento.
Tormento, de son vrai nom Massimiliano Cellamaro, né le 6 septembre 1975 à Reggio de Calabre, Calabre, est un rappeur italien. Il est un ancien membre du groupe Sottotono.

## Biographie

### Sottotono
Musicalement parlant, Massimiliano est né dans le groupe Sottotono, initialement formé de quatre membres, qui, après un premier album se réduit à deux, ériode durant laquelle Tormento s'occupe du chant et Big Fish des bases de la production. 
Leur premier album, publié en 1994, s'intitule Soprattutto sotto, dont le premier single est La mia coccinella, qui devient l'un des tubes de l'été, et est également utilisé à la télévision comme un coup de publicité. Le disque dépasse les 80 000 exemplaires vendus. Puis l'album Sotto effetto stono, publié en 1996 par Warner Music Group, fait de Rosario Madonia le beatmaker et Antonio Mantelli le rappeur. L'album est un grand succès et certifié double disque de platine ; avec plus de 220 000 exemplaires vendus, le duo remporte la catégorie de « révélation de l'année » au Festivalbar 1997 avec la chansonDimmi di sbagliato che c'è, et participe aux éditions 1997 et 1999 du MTV Day. En 2001, Sottotono participe au Festival de Sanremo , 

### Carrière solo

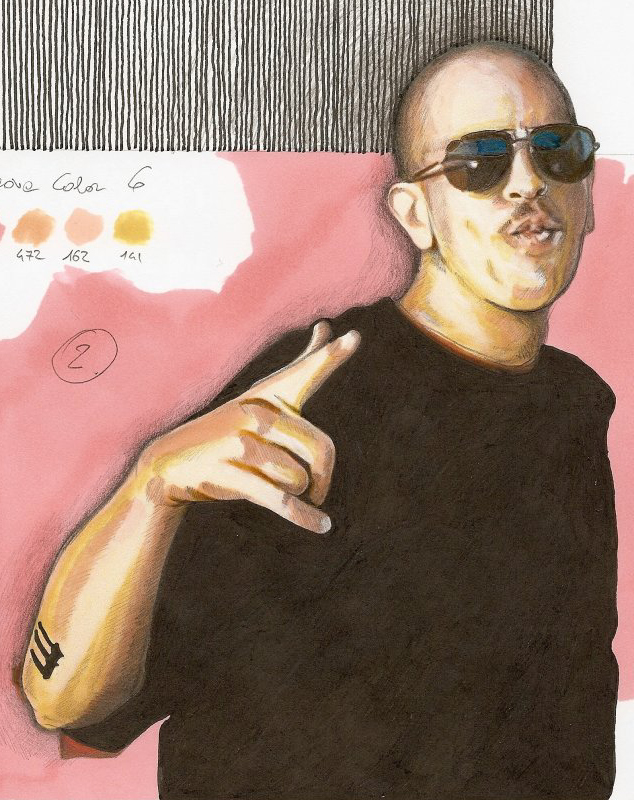
Illustration de Tormento.

En 2002, Tormento, d'abord sous le pseudonyme de Yoshi Torenaga, publie un EP intitulé Una nuova visione del mondo, puis en 2004 l'album Il mondo dell'illusione, au label Antibe Music. 
En 2007 voit le jour la première mixtape de Tormento, en collaboration avec le disc jockey Genovese Kamo, publié gratuitement et distribué sur son Myspace officiel. La mixtape, intitulée Memories Tha Mixtape, contient des chansons issues de toute la carrière de Tormento, en commençant par Sottotono jusqu'à ses derniers morceaux.

## Discographie

### Albums studio
- 2002 – Una nuova visione del mondo
- 2004 – Il mondo dell'illusione
- 2006 – Il mio diario
- 2007 – Alibi
- 2007 – Memories Tha Mixtape (avec DJ Kamo)
- 2009 – Rabbia
- 2011 – Nessuna eccezione - No Escape (avec Lefty)
- 2014 – El micro de oro (avec Primo Brown)
- 2015 – Dentro e fuori

### Albums collaboratifs
- 1994 – Soprattutto sotto (avec Sottotono)
- 1996 – Sotto effetto stono (avec Sottotono)
- 1999 – Sotto lo stesso effetto (avec Sottotono)
- 2001 – ...In teoria (avec Sottotono)
- 2003 – Vendesi - Best of Sottotono  (avec Sottotono)
- 2007 – Le più belle canzoni dei Sottotono (avec Sottotono)
- 2008 – Siamesi Brothers (avec Siamesi Brothers)
- 2010 – La macchina del funk (avec Siamesi Brothers)